# فهرست آوازخوانان افغانستان
در زیر فهرستی از آوازخوانان افغانستان آورده شده است.

## احمد ظاهر
- آریانا سعید
- آبی میرزا
- احمد مرید
- احمد شاه حسن
- احمد شاه مستمندی
- احمد پرویز
- احمد جاوید شریف
- احمد رشاد ظاهر
- احمد رشاد فیروز
- احمد ولی
- احمد ولید
- احمد شکیب
- احمد شکران
- احمد رشاد سلطانی
- اجمل ذهین
- اختر شوکت
- امیرجان صبوری
- اکبر سروش
- امیر محمد چانته
- استاد مهوش
- استاد خیال
- اشکان عرب
- انیسه وهاب
- اجمل امید

## ب
- بلال اکبری

## ج
- جاوید شریف
- جمشید پروانی
- جاوید امرخیل

## ح
- حشمت حمید
- حبیب قادری
- حیدر سلیم
- حمید سخی زاده

## خ
- خان محمد دلبری
- خادم حسین صفری
- خالد کیهان

## د
- درویش
- دل‌ آقا سرود
- داود سرخوش

## ر
- رمشا شفا

## ز
- زهرا الهام

## س
- سیتا قاسمی
- سوسن فیروز
- سرور سرخوش
- سید انور آزاد
- سیدجمال مبارز
- سیداگل مینا
- سیدداود یکاولنگی

## ش
- شفیق مرید
- شکیب سوزان
- شرافت پروانی
- شاپیری نغمه
- شکیب همدرد
- شهلا زلاند

## ص
- صفدر توکلی
- صدیق شباب
- صادق فطرت ناشناس
- صوفی کمندو

## ض
- ضیا قاری‌زاده

## ط
- طاهر شباب

## ظ
- ظاهر هویدا

## ع
- علی دریاب بندری
- عبدالرحیم ساربان
- عمران عظیمی (معروف به صوفی کمندو)
- عارف شاداب
- عارف جعفری
- عبدالرحیم چاه آبی

## غ
- غزال عنایت
- غزل ‌‌ذملدغلسادات

## ف
- فرهاد دریا
- فرید زلاند
- فیاض حمید
- فرزانه ناز
- فرزاد هنر‌دوست
- فرید قربانی

## ق
- قیس الفت
- قاسم افغان

## ل
- لطیف ننگرهاری

## م
- میرچمن سلطانی
- مژده جمال زاده
- میر مفتون
- محمدحسین سرآهنگ
- مسحور جمال
- مژگان عظیمی
- میرمن پروین

## ن
- نصیر سخی
- نجیب حق‌پرست
- نینواز
- نصرت پارسا

## و
- ولی حجازی
- وحید قاسمی
- وحید صابری

## ه
- هنگامه زهره